# Dewi Morris
Pas d'image ? Cliquez ici

a Compétitions nationales et continentales officielles uniquement.

b Matchs officiels uniquement.
Dernière mise à jour le 14 février 2024.
Colin Dewi Morris, né le 9 février 1964 à Crickhowell (Pays de Galles), est un joueur de rugby à XV, qui a joué avec l'équipe d'Angleterre de 1988 à 1995 évoluant au poste de demi de mêlée.

## Carrière
Il fait ses débuts internationaux le 5 novembre 1988, à l’occasion d’un match contre l'équipe d'Australie. Dewi Morris participe au Tournoi des Cinq Nations en 1989, puis de 1992 à 1995. À compter de 1990, il perd sa place au profit de Richard Hill. En 1992, il est titulaire. Il fait partie de l'équipe qui réalise le grand chelem en 1992. Il participe à la tournée des Lions britanniques en 1993 en Nouvelle-Zélande et il dispute trois tests. Il est aussi dans le XV qui réalise le grand chelem en 1995 et il dispute la Coupe du monde 1995 (5 matchs). 

## Palmarès
- Vainqueur du Tournoi en 1992, 1995 avec Grand Chelem

## Statistiques en équipe nationale
- 26 sélections avec l'équipe d'Angleterre
- Sélections par année : 1 en 1988, 4 en 1989, 6 en 1992, 4 en 1993, 5 en 1994, 6 en 1995
- Tournois des Cinq Nations disputés : 1989, 1992, 1993, 1994, 1995.